# Hard 'n' Heavy
Hard 'n' Heavy es el álbum de estudio debut de la banda de heavy metal canadiense Anvil, publicado el 25 de mayo de 1981.

## Lista de canciones
| Lado A |                             |          |  |
| N.º    | Título                      | Duración |  |
| 1.     | «School Love»               | 3:15     |  |
| 2.     | «AC/DC»                     | 4:41     |  |
| 3.     | «At the Apartment»          | 5:22     |  |
| 4.     | «I Want You Both (With Me)» | 3:22     |  |
| 5.     | «Bedroom Game»              | 4:01     |  |

| Lado B |                   |          |  |
| N.º    | Título            | Duración |  |
| 6.     | «Oooh Baby»       | 2:56     |  |
| 7.     | «Paint It, Black» | 3:54     |  |
| 8.     | «Oh Jane»         | 4:54     |  |
| 9.     | «Hot Child»       | 4:11     |  |
| 10.    | «Bondage»         | 4:24     |  |

## Créditos
- Steve "Lips" Kudlow – voz, guitarra
- Robb Reiner – batería
- Dave Allison – guitarra, voz en "Stop Me"
- Ian Dickson – bajo